# The Fall of the Romanoffs
The Fall of the Romanoffs è un film muto del 1917 diretto da Herbert Brenon. Il film, ambientato poco prima della Rivoluzione russa, narra dell'influenza che Rasputin ebbe sulla famiglia imperiale.

## Trama

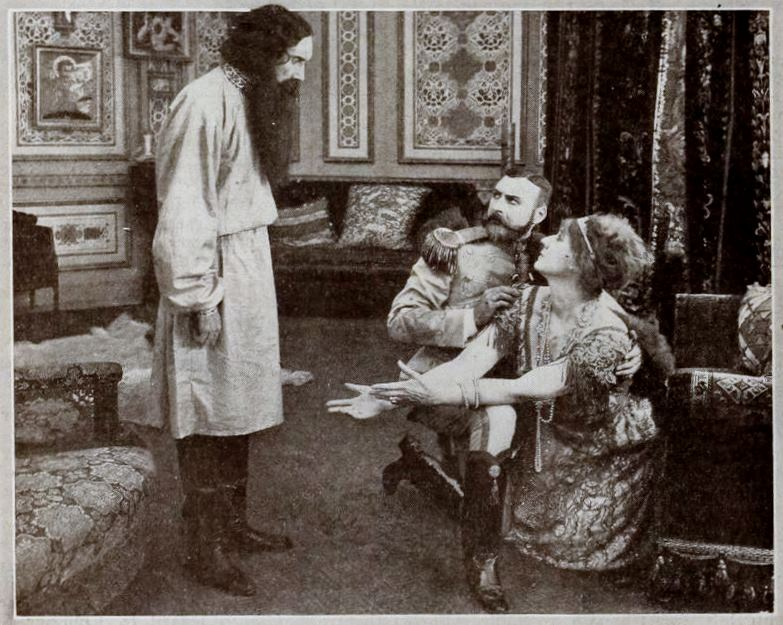
Edward Connelly, Alfred Hickman, Nance O'Neil

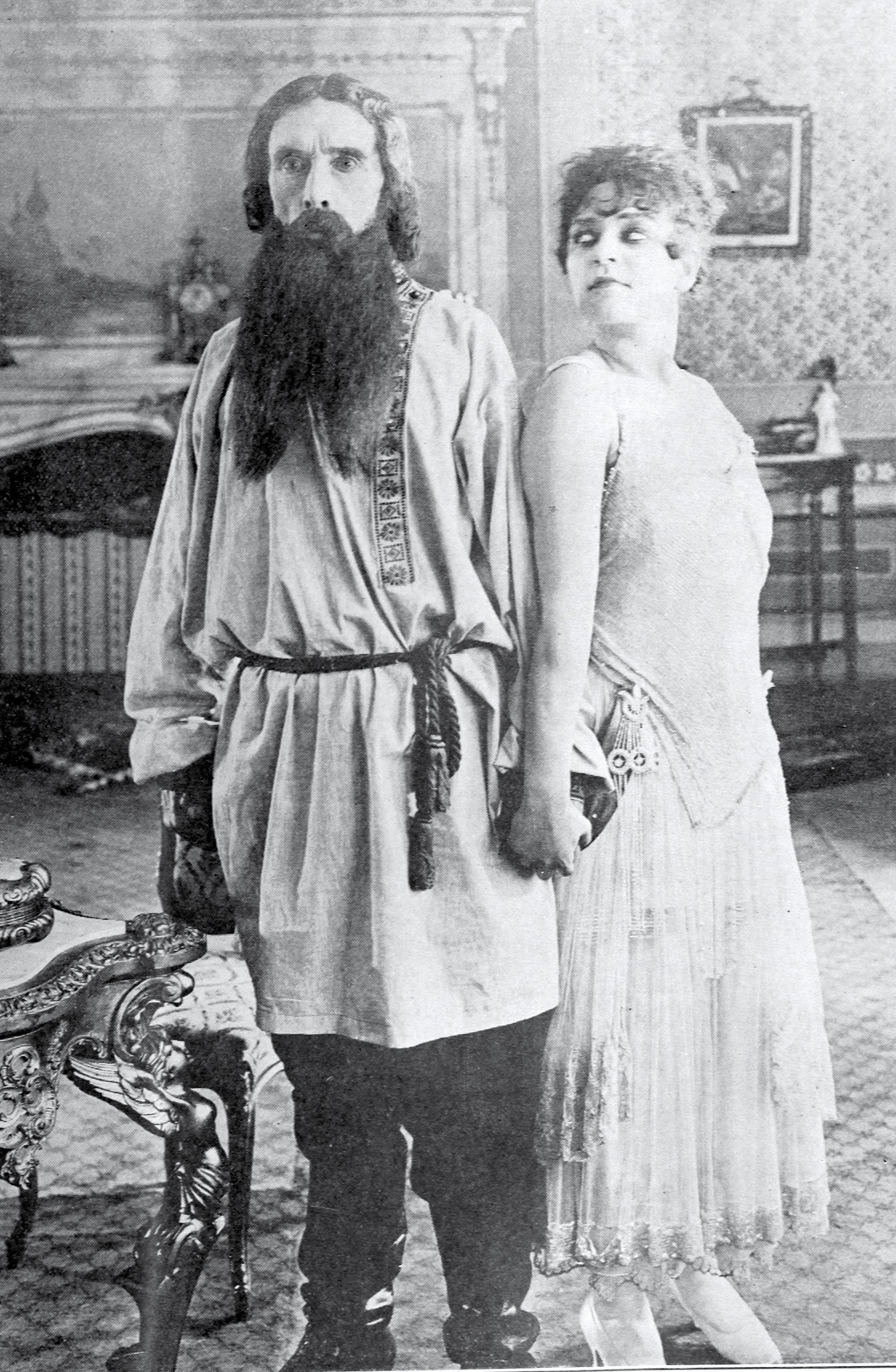
Edward Connelly e Ketty Galanta

In Siberia, Rasputin, un conducente di slitte ubriacone e analfabeta, viene a sapere mentre si trova all'osteria della morte della moglie di un ecclesiastico del posto, tale Meliti. Il giorno seguente, Meliti, che ignora di essere rimasto vedovo, assume Rasputin che gli racconta di essere un veggente e gli annuncia la morte della moglie. Quando Meliti scopre che questa è veramente morta, cade ai piedi di Rasputin, dichiarando la sua fede nelle premonizioni di quel sant'uomo. Ben presto Rasputin stesso comincia a credere nei suoi poteri e si mette a predicare nelle campagne. Nei suoi giri, incontra Anna, una giovane zingara che cade vittima dei suoi poteri ipnotici.

Il ciarlatano viene arrestato per furto, ma viene liberato dal principe Felix che, dopo avere sentito le voci che circolano sulle sue abilità profetiche di veggente, si reca al villaggio portandolo con sé a San Pietroburgo. La predizione che Rasputin fa sulla nascita di un figlio maschio erede al trono si avvera e la sua influenza a corte aumenta, tanto che gli viene assegnato un palazzo che diventa la sua dimora.

Per placare le masse infelici, Rasputin propugna l'uso di oratori eloquenti e cerca di unire le sue forze a Iliodor, un monaco serbo idealista. Questi, però, quando si rende conto delle pratiche corrotte e manipolatrici di Rasputin, passa alle idee dei rivoluzionari, denunciando lo zar.

Anche se Rasputin tenta di distruggere il potere e la credibilità di Iliodor, esso prevale, e con l'aiuto di Kerensky, il comandante delle forze rivoluzionarie, lo zar è rovesciato.

## Produzione
Il film fu prodotto dalla Iliodor Pictures Corp. Venne girato nel 1917 nei Herbert Brenon Film Studios di North Bergen, nel New Jersey.
Tra la prima del film (in settembre) e la sua distribuzione nelle sale (nel marzo del 1918), la casa di produzione aggiunse nuove scene che riflettevano gli avvenimenti che nel frattempo erano accaduti in Russia. Tra le aggiunte, anche l'apparizione di Charles Edward Russell, un giornalista e attivista politico socialista, tra i fondatori del NAACP.

### Cast
Iliodor (1880-1952): monaco, predicatore, panslavista e attore. Fu un enfant terrible della Chiesa russo-ortodossa, conosciuto principalmente per il suo libro semi-autobiografico su Rasputin.

## Distribuzione
Il copyright del film, richiesto dalla Iliodor Pictures Corp., fu registrato il 31 agosto 1917 con il numero LU11325.
Distribuito dalla First National Exhibitors' Circuit, il film uscì nelle sale cinematografiche statunitensi nel gennaio 1918 dopo una prima uscita l'anno precedente, il 6 settembre 1917 (o 27 settembre) a New York. Prima della distribuzione, il film aveva avuto il titolo di The Downfall of the Romanoffs.
Non si conoscono copie ancora esistenti della pellicola che viene considerata presumibilmente perduta.